# Carl Reiner
Pour les articles homonymes, voir Reiner.
Carl Reiner est un acteur, réalisateur producteur, scénariste, et écrivain américain né le 20 mars 1922 dans le Bronx (New York) et mort le 29 juin 2020 à Beverly Hills (Californie).

## Biographie

### Mort
Reiner meurt de causes naturelles chez lui à Beverly Hills le 29 juin 2020.

### Famille
Reiner est le père de l'acteur, producteur, réalisateur et scénariste Rob Reiner.

## Filmographie

### Comme acteur

#### Cinéma
- 1959 : Joyeux Anniversaire (Happy Anniversary) de David Miller : Bud
- 1959 : Un mort récalcitrant (The Gazebo) de George Marshall : Harlow Edison
- 1961 : Gidget à Hawaï (Gidget Goes Hawaiian) de Paul Wendkos : Russ Lawrence
- 1963 : Le Piment de la vie (The Thrill of It All) de Norman Jewison : Actor as: German Officer / Cad / Cowboy
- 1963 : Un monde fou, fou, fou, fou (It's a Mad Mad Mad Mad World) de Stanley Kramer : Tower controller at Rancho Conejo
- 1965 : John Goldfarb, Please Come Home
- 1965 : Gare à la peinture (The Art of Love) de Norman Jewison : Rodin
- 1966 : Alice of Wonderland in Paris (voix)
- 1966 : Les Russes arrivent (The Russians Are Coming, the Russians Are Coming) de Norman Jewison : Walt Whittaker
- 1966 : Don't Worry, We'll Think of a Title de Harmon Jones : Bookshop Customer
- 1967 : Petit guide pour mari volage (A Guide for the Married Man) de Gene Kelly : Technical Adviser (Rance G.)
- 1969 : The Comic : Al Schilling
- 1969 : Generation (en) : Stan Herman
- 1972 : This Week in Nemtim (téléfilm) : Wise man
- 1973 : 10 from Your Show of Shows
- 1977 : Bon Dieu (Oh, God!) : Dinah's Guest
- 1978 : The End : Dr James Maneet
- 1979 : Un vrai schnock (The Jerk) : Carl Reiner, the Celebrity Suing Navin
- 1982 : Les cadavres ne portent pas de costard (Dead Men Don't Wear Plaid) : Juliet's Butler / Field Marshall Wilfred von Kluck
- 1987 : Prof d'enfer pour un été (Summer School) : Mr Dearadorian
- 1987 : In the Mood : Alan Brady (newsreel narrator)
- 1990 : Futurama (The Spirit of '76) : Docteur Von Mobil
- 1993 : Fatal Instinct de lui-même : juge Ben Arugula
- 1998 : Les Taudis de Beverly Hills (Slums of Beverly Hills) : Mickey Abromowitz
- 2000 : Les Aventures de Rocky et Bullwinkle (The Adventures of Rocky & Bullwinkle) de Des McAnuff : P.G. Biggershot
- 2001 : Ocean's Eleven : Saul Bloom
- 2001 : The Majestic : Studio Executive (voix)
- 2003 : Mon chien, ce héros (Good Boy!) : Shep (voix)
- 2004 : Ocean's Twelve : Saul Bloom
- 2007 : Ocean's Thirteen : Saul Bloom
- 2018 : Ocean's 8 : Saul Bloom

#### Télévision
- 1948 : The Fashion Story (série télévisée)
- 1949 : The Fifty-Fourth Street Revue (série télévisée) : Regular (1949-50)
- 1950 : Your Show of Shows (en) (série télévisée) : Regular Performer
- 1954 : Caesar's Hour (en) (série télévisée) : George Hanson
- 1958 : Sid Caesar Invites You (série télévisée) : Regular (1958)
- 1960 : Head of the Family (téléfilm) : Rob Petrie
- 1964 : Linus the Lionhearted (en) (série télévisée) : Sascha Grouse / Dinny Kangaroo / Rory Raccoon (1964-1969) (voix)
- 1975 : The 2000 Year Old Man (téléfilm) : Interviewer (voix)
- 1975 : Medical Story (téléfilm) : Dr Reiber
- 1976 : Good Heavens (en) (série télévisée) : Mr. Angel
- 1980 : Steve Martin: Comedy Is Not Pretty (téléfilm) : Sportscaster
- 1981 : Skokie, le village de la colère (Skokie) (téléfilm) : Abbot Rosen
- 1988 : Mickey's 60th Birthday (téléfilm)
- 1996 : The Right to Remain Silent (téléfilm) : Norman Friedler
- 2003 : The Alan Brady Show (téléfilm) : Alan Brady (voix)
- 2004 : The Dick Van Dyke Show Revisited (téléfilm) : Alan Brady
- 2004 : Le Roi de Las Vegas (Father of the Pride) (série télévisée) : Sarmoti (voix)
- 2009 : Mon oncle Charlie : Marty (saison 7, épisode 11)
- 2009 : Dr House (saison 5, épisode 24) : Eugene Schwartz
- 2010 : Mon oncle Charlie : Marty (saison 8, épisode 10)
- 2012 : Parks and Recreations : Ned Jones (saison 4, épisode 17)
- 2013 : Mon oncle Charlie : Marty (saison 11, épisode 2 et 13)

### Comme scénariste
- 1954 : Caesar's Hour (en) (série télévisée)
- 1963 : Le Piment de la vie (The Thrill of It All)
- 1964 : A Child's Guide to Screenwriting (TV)
- 1965 : Gare à la peinture (The Art of Love)
- 1965 : Salute to Stan Laurel (TV)
- 1967 : Enter Laughing
- 1969 : The Comic
- 1975 : The 2000 Year Old Man (TV)
- 1982 : Les Cadavres ne portent pas de costard (Dead Men Don't Wear Plaid)
- 1983 : L'Homme aux deux cerveaux (The Man with Two Brains)
- 1989 : Bert Rigby, You're a Fool
- 2003 : The Alan Brady Show (TV)

### Comme réalisateur
- 1961 : The Dick Van Dyke Show (série télévisée)
- 1967 : Enter Laughing (en)
- 1969 : The Comic (en)
- 1970 : Where's Poppa? (en)
- 1971 : The New Dick Van Dyke Show (série télévisée)
- 1973 : A Touch of Grace (série télévisée)
- 1976 : Good Heavens (en) (série télévisée)
- 1977 : Bon Dieu (Oh, God!)
- 1978 : Le Seul et l'Unique (The One and Only)
- 1979 : Un vrai schnock (The Jerk)
- 1982 : Les cadavres ne portent pas de costard (Dead Men Don't Wear Plaid)
- 1983 : L'Homme aux deux cerveaux (The Man with Two Brains)
- 1984 : Solo pour deux (All of Me)
- 1985 : Les Chester en Floride (Summer Rental)
- 1987 : Prof d'enfer pour un été (Summer School)
- 1989 : Bert Rigby, You're a Fool
- 1990 : L'Amour dans de beaux draps (Sibling Rivalry)
- 1993 : Fatal Instinct
- 1997 : C'est ça l'amour? (That Old Feeling)

### Comme producteur
- 1960 : Head of the Family (TV)
- 1961 : The Dick Van Dyke Show (série télévisée)
- 1967 : Enter Laughing
- 1967 : Good Morning, World (série télévisée)
- 1969 : The Comic
- 1976 : Good Heavens (en) (série télévisée)
- 2003 : The Alan Brady Show (TV)
- 2004 : The Dick Van Dyke Show Revisited (téléfilm)